# Сергиевское подворье (Париж)

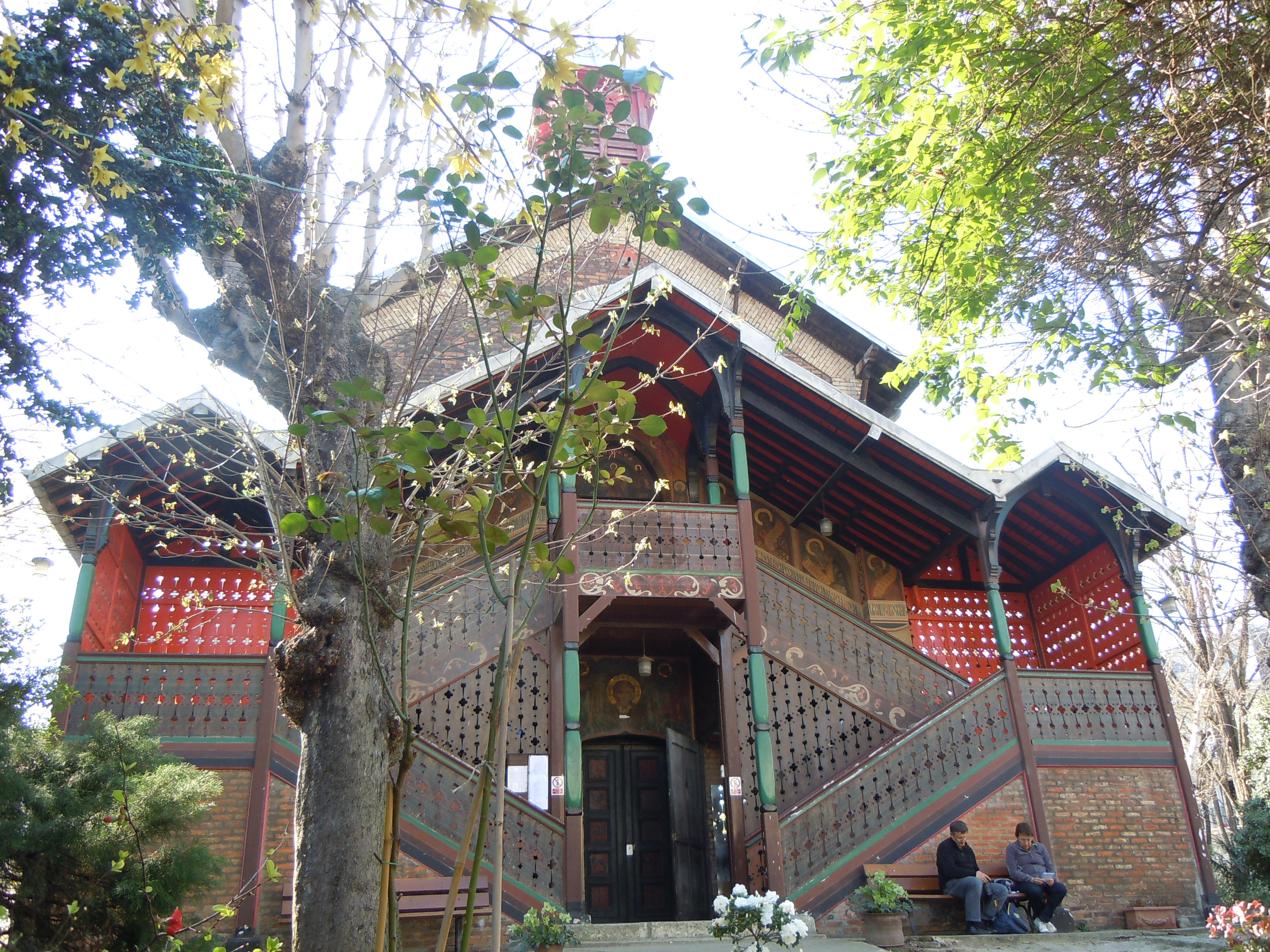

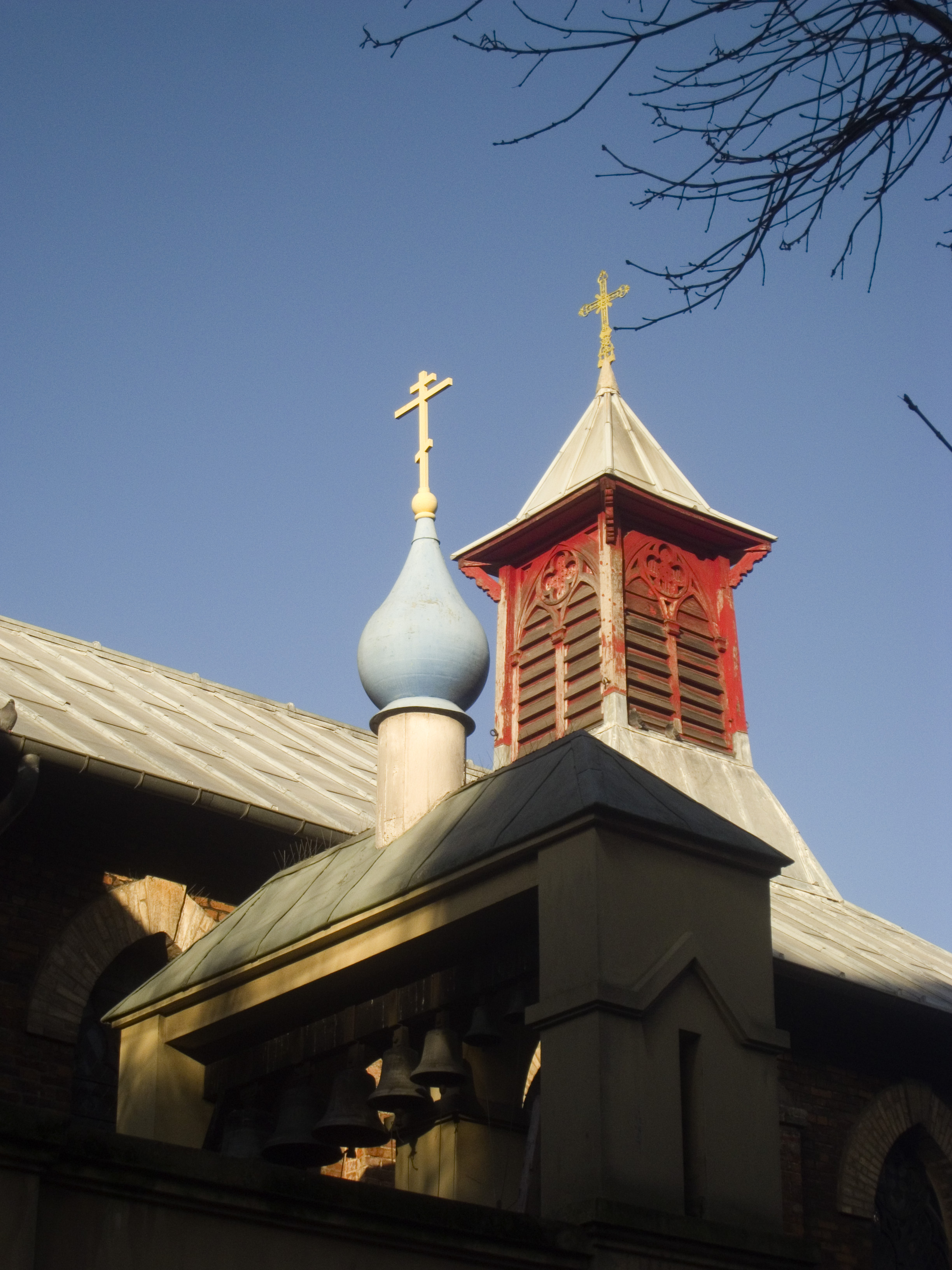
Колокольня

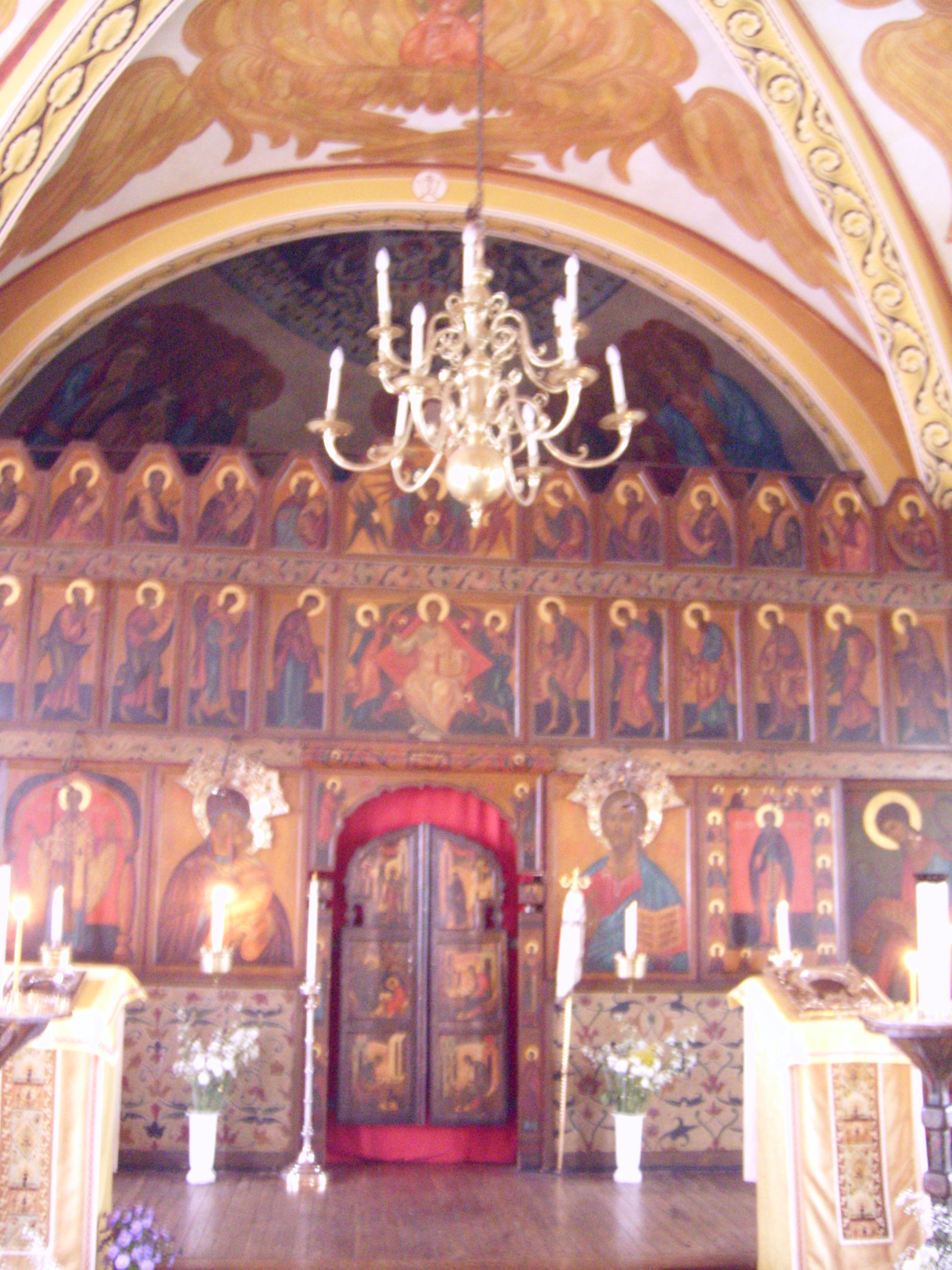
Иконостас

Се́ргиевское подво́рье (фр. Paroisse Saint Serge) — православный приход и культурный центр в Париже, находящийся в ведении Архиепископии православных русских церквей в Западной Европе Русской православной церкви. Просторная церковь занимает второй этаж, в то время как первый отдан под Свято-Сергиевский богословский институт и большую библиотеку.

## История
После революции 1917 года в России во Францию устремились многие русские эмигранты. Собор Александра Невского на улице Дарю уже не вмещал всех верующих, к тому же, как отмечал митрополит Евлогий (Георгиевский), «церковная жизнь ключом не била, образцовым кафедральный приход считаться не мог». Однако его попытки найти подходящее помещение для второго прихода долгое время оканчивались неудачей.
В январе 1924 года во Францию прибыл Михаил Осоргин-младший, который, заручившись благословением митрополита Евлогия и используя свои связи, взялся за поиск места для нового храма. От одного чиновника он случайно узнал о немецкой церкви с участком земли в 19-м округе на 93, rue de Crimée, которая вскоре должна была быть продана с торгов. Данная усадьба принадлежала немецкому протестантскому пастору Фридриху фон Бодельшвингу, но, по условию Версальского мирного договора о ликвидации немецкого недвижимого имущества, должна была быть продана с аукциона; была назначена официальная цена в 150 000 франков.
Митрополит Евлогий, одобривший выбор Михаила Осоргина, так описал свои впечатления от первого посещения будущего подворья:

В глубине двора высокий холм с ветвистыми деревьями и цветочными клумбами. Дорожка вьётся на его вершину к крыльцу большого деревянного здания школы, над его крышей виднеется маленькая колокольня кирки. Кругом ещё четыре небольших домика. Тихо, светло, укромно: с улицы, за домами, усадьбы не видно, и уличный шум до неё не доходит, со всех сторон её обступают высокие стены соседних домов, словно от всего мира закрывают. Настоящая «пустынь» среди шумного, суетного Парижа. «Вот бы где хорошо нам устроиться, — вслух подумал я, — и не только открыть приход, но и пастырскую школу…».
Несмотря на то, что участок всем понравился, решение о его покупке далось митрополиту Евлогию нелегко в силу бедности русских эмигрантов. Новый храм решено было освятить в память преподобного Сергия Радонежского:

Принимая во внимание исключительность этого крупного церковного дела, лично я не сомневался в конечном успехе. Около первого июня мои знакомые чиновники в Palais de justice встретили меня новостью, что торги назначены на 18 июля. Сейчас же сообразив, что это день памяти преподобного Сергия, я увидал в этом Божье благословенье и тут же поехал объявить митрополиту радостную весть. В кабинете владыки я застал его секретаря Т. А. Аметистова, с некоторых пор уже посвящённого в наш секрет и всей душой нам сочувствующего. Я так и воскликнул: «Владыка, мы будем выступать на торгах в день памяти преподобного Сергия, он нам поможет, и храм должен быть посвящён ему». Т. А. Аметистов прибавил: «А все владение должно называться Сергиевское Подворье». Митрополит проникновенно перекрестился со словами: «Предстательством преподобного Сергия дал бы нам Бог успеха».

В итоге Михаил Осоргин приобрёл имение на аукционе за 321 000 франков. После уплаты Осоргиным пошлин и процентов по покупке, 18 августа митрополит Евлогий был введён во владение, после чего создал комитет по изысканию средств для приобретения подворья под председательством князя Бориса Васильчикова.
Первая православная служба на Сергиевском подворье была совершена 22 сентября 1924 года протоиереем Иаковом Смирновым. Первая литургия на Сергиевском подворье была совершена 15 января 1925 года протоиереем Георгием Спасским в день памяти праведной Иулиании Лазаревской.
Освящение храма подворья состоялось 1 марта 1925 года в Прощёное воскресенье, а учебные занятия первых десяти студентов начались после Пасхи — 30 апреля 1925 года. Это дата стала официальной датой начала работы Богословского института.
Весной 1925 года Сергиевскому подворью балериной Александрой Балашовой была пожертвована Тихвинская икона Божией Матери XVII века.
В память о погибшей в Алапаевске великой княгине Елизавете Фёдоровне великая княгиня Мария Павловна пожертвовала на внутреннюю отделку Сергиевского храма 100 тысяч франков. Художественная роспись, иконостас и другие внутренние работы исполнены в 1925—1927 годы под руководством художника Дмитрия Стеллецкого. В многоярусный иконостас храма были вставлены вывезенные из России Царские врата XIV века, купленные у антиквара за 15 тысяч франков.
Епископ Вениамин (Федченков), а вслед за ним и Михаил Осоргин ввели на Сергиевском подворье строгий стиль пения за службой, основанный на древних и традиционных распевах, исключавший всякую «концертность» и «светскость», допускавший авторские произведения для исполнения в храме только в тех случаях, когда они, будучи написаны в строго литургической форме, являлись переложениями распевов или вариациями на обиходные мотивы. Служба на подворье велась, главным образом, по русскому монастырскому обычаю, что резко отличалось от стиля службы и пения в парижском кафедральном соборе и большинстве других храмов русского зарубежья. Через посредство выпускников Богословского института, учеников Михаила Осоргина подворский обычай был распространён по всей русской диаспоре и оказал значительное влияние на новообразованные приходы в Европе и США; его значение подчёркивалось рядом исследователей и авторов духовной-музыки.
Со времени открытия до 1932 года старостой подворья состоял Пётр Вахрушев, устроивший при подворье свечной завод
В 1944 году Свято-Сергиевский институт получил статус духовной академии. Когда после войны поступило предложение о переселении в более удобное место в пригороде Парижа и продаже участка, руководство института отказалось это сделать.
Ещё в 1950-е года архитектором Николаем Исцеленовым была возведена небольшая звонница с голубой главкой, пристроенная с правой[уточнить] стороны к зданию.
Местом для возведения нового жилого здания в середине 1970-х годов стали дом настоятеля и трапезная, тогда же в церкви сделали основательный ремонт.
На Сергиевском подворье действуют иконная мастерская, фельдшерский пункт и аптека, кухня и волейбольная площадка, где на время Пасхи воздвигают шатёр, в котором служат вторую полунощницу (храм не вмещает всех желающих). По предварительной договорённости по Сергиевскому подворью проводятся экскурсии с осмотром территории и рассказами по истории подворья и Русской церкви во Франции. Длительность 30-40 минут, ежедневно, кроме церковных праздников, с 10 до 18 часов.
После того как 14 сентября 2019 года архиепископ Иоанн (Реннето) был принят в Московский патриархат, возник вопрос о каноническом подчинении прихода. Как было указано на сайте Сергиевского подворья: «в личном качестве настоятель прихода протоиерей Владислав Трембовельский сообщил, что не намерен менять юрисдикцию и пока поминает владыку Эммануила. Ещё в личном качестве дьякон Николай Трифунович утверждал, что он остаётся с архиепископом Иоанном». 8 октября того же года архиепископ Иоанн прибыл в данный храм, но при этом настоятель Владислав Трембовельский попросил архиепископа Иоанна признать тот факт, что приход официально не согласился присоединиться к Московскому патриархату «и в настоящее время продолжает размышлять об этом в соответствии со своим Уставом и Уставом Архиепископии, который продолжает действовать в настоящее время». Архиепископ Дубнинский Иоанн заявил, что он "здесь у себя", а затем вошёл в храм, чтобы отслужить литургию в сослужении декана Свято-Сергиевского богословского института священника Николая Чернокрака. В тот же день архиепископ Иоанн сместил Владислава Трембовельского с должности настоятеля. 30 ноября 2019 года 31 голосом против 27 общее собрание Свято-Сергиевского подворья приняло решение о переходе в Московский патриархат